# Shandi
«Shandi» — хит-сингл американской хард-роковой группы Kiss. Выпущен в 1980 году отдельно от альбома Unmasked. Песня была популярна в Австралии, где заняла 5-е место в чартах. Также песня пользовалась успехом и в других странах мира, а в трёх даже попала на первые позиции. В США песня заняла 47-е место в чарте Billboard Hot 100.
При написании песни гитарист/вокалист Пол Стэнли и продюсер Винни Понсия вдохновлялись песней Hollies, являющейся также кавером на Брюса Спрингстина «4th of July, Asbury Park (Sandy)».
Снятое промовидео на эту песню стало последним с участием Питера Крисса, прежде чем он покинул группу, чтобы начать сольную карьеру в 1980 году. Несмотря на то, что в видео участвовали все оригинальные участники группы, в студии же песню записывал только Пол Стенли. Сессионный барабанщик Антон Фиг сыграл на ударных, роуди Kiss Том Харпер сыграл на басу, а профессиональный автор песен Холли Найт сыграл на клавишных, в то время как Стенли исполнил ведущий вокал и сыграл партии на всех гитарах. Бэк-вокальные партии исполнил Винни Понсия.
В дальнейшем песня исполнялась сольно Полом Стэнли на гитаре, когда группа гастролировала по Австралии и Новой Зеландии. Также песня исполнялась вместе с Мельбургским симфоническим оркестром во время концертной программы Kiss Symphony: Alive IV, которая была издана на релизах в 2003 году.

## Позиция в чартах

### Еженедельный чарт
| Чарт (1980)                   | Высшая позиция |
| ----------------------------- | -------------- |
| Австралия (Kent Music Report) | 5              |
| Канада                        | 70             |
| Германия                      | 28             |
| Нидерланды                    | 24             |
| Новая Зеландия                | 6              |
| Норвегия                      | 4              |
| США                           | 47             |

### Итоговые чарты
| Чарт (1980)                   | Позиция |
| ----------------------------- | ------- |
| Australia (Kent Music Report) | 23      |

## Участники записи

### Указанный персонал
- Пол Стэнли — ритм-гитара, ведущий вокал[англ.]
- Джин Симмонс — бас-гитара, бэк-вокал
- Эйс Фрейли — соло-гитара, бэк-вокал
- Питер Крисс — ударные

### Неуказанный персонал
- Пол Стэнли — соло-гитара, ведущий вокал[англ.]
- Эйс Фрейли — акустическая гитара, бэк-вокал
- Энтон Фиг[англ.] — ударные
- Том Харпер — бас-гитара
- Холли Найт[англ.] — клавишные
- Вини Понсия — бэк-вокал